# W32.Mytob.V@mm
W32.Mytob.V@mm je crv koji koristivši vlastiti SMTP engine masovno šalje e-mail poruke na adrese koje prikupi iz datoteka na zaraženom računalu. Otkriven je 3. travnja 2005. godine.
Također je poznat kao Win32.Mytob.AA [Computer Assoc, Net-Worm.Win32.Mytob.c [Kasper, W32/Mytob.c@MM [McAfee], W32/Mytob-C [Sophos], WORM_MYTOB.V [Trend Micro]

## Opis

### Djelovanje
Virus sebe kopira kao %System%\wfdmgr.exe. 
E-mailovi koje šalje imaju priloženu datoteku (engl. attachment). Priložena datoteka koji sadrži virus može imati nastavke .bat, .cmd, .doc, .exe, .htm, .pif, .scr, .tmp, .txt, ili .zip. Crv također ima sposobnost da iskoristi uobičajene sigurnosne propuste u sustavu da otvori sebi port preko koga će se širiti kroz mrežu.
Operativni sustavi koje napada su: Windows 2000, Windows 95, Windows 98, Windows Me, Windows NT, Windows Server 2003 i Windows XP.
Veličina inficiranog dijela iznosi 46 687 bajta.